# Licaria caribaea
Licaria caribaea är en lagerväxtart som beskrevs av J. Gómez-laurito & A. Cascante. Licaria caribaea ingår i släktet Licaria och familjen lagerväxter. Inga underarter finns listade i Catalogue of Life.